# إيفون غرين
إيفون غرين (بالإنجليزية: Yvonne Green)‏ هي ناشطة حقوق الإنسان وكاتِبة وشاعرة بريطانية، ولدت في 8 أبريل 1957 في فنشلي ‏ في المملكة المتحدة.